# Renaat Braem

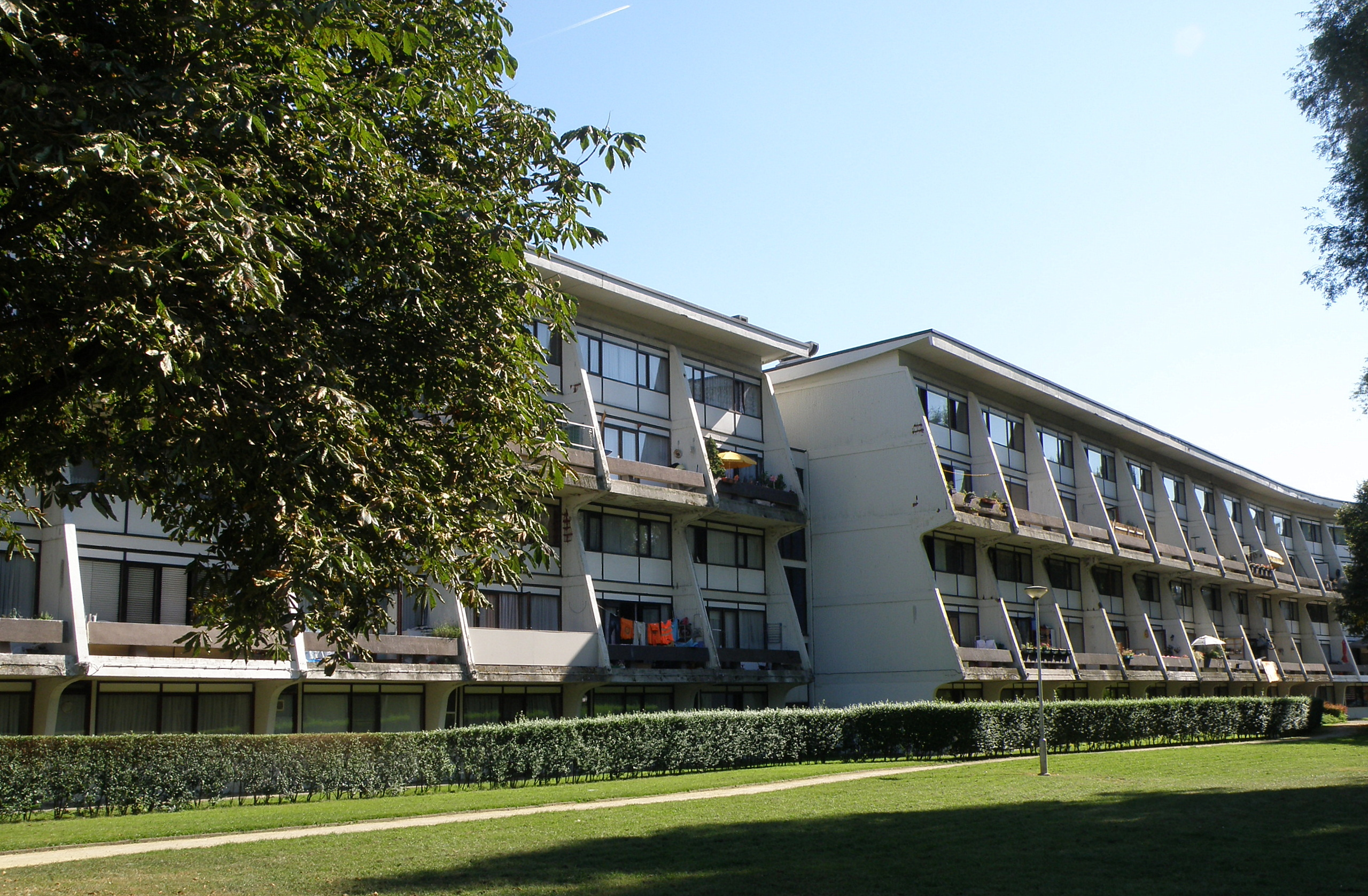
Conjunto residencial de Arena en Deurne (1960-1971)

Renaat Braem (Amberes, 29 de agosto de 1910-Essen, 31 de enero de 2001) fue un arquitecto racionalista belga. 

## Trayectoria
Estudió en la Real Academia de Bellas Artes de Amberes (1926-1931) y en el Instituto Nacional Superior de Bellas Artes de Amberes (1931-1935). De ideología comunista, escribió numerosos artículos que relacionaban arquitectura e ideología. Inspirado en ese pensamiento elaboró en 1934 un proyecto de ciudad lineal de cien kilómetros de longitud, que le sirvió como referencia teórica para sus proyectos posteriores. Poco después colaboró con Huibrecht Hoste en el proyecto de saneamiento de Amberes (1935) y de ordenación de los alrededores de la estación de Brujas (1938).
Entre 1936 y 1937 trabajó en el estudio parisino de Le Corbusier, para el que realizó diversos estudios de su proyecto de museos del muelle de Tokio de París. En 1937 se adhirió al CIAM (Congreso Internacional de Arquitectura Moderna). En esos años realizó las casas Janssens (1936) y Himschoot (1938) en Deurne.
Durante la Segunda Guerra Mundial militó en la Resistencia belga a la ocupación nazi. Tras la contienda fue autor de varios planes de viviendas sociales en el barrio de Kiel en Amberes (1949-1958, con R. Maes y V. Maeremans), de la ciudad modelo del Heysel en Bruselas (1956-1963, con Victor Coolens, René Panis y Jan Van Dosselaere), el barrio Saint Maartensdal en Lovaina (1957-1967) y las unidades de habitación de Arena en Deurne (1960-1971) y de Boom (1965-1972). Otras obras de esos años fueron: el Centro administrativo de Amberes (1953-1967, con Jul De Roover y Maxime Wynants) y el edificio Glaverbel en Bruselas (1963-1967, con André Jacqmain, Pierre Guilissen y Victor Mulpas).
Desde mediados de los años 1960 evolucionó hacia una arquitectura orgánica más en consonancia con la naturaleza: casa Alsteens en Overijse (1966-1969), casa Van Humbeek en Buggenhout (1967-1970), pabellón del Middelheim en Amberes (1968-1971), Biblioteca comunal de Schoten (1968-1974).
Entre 1947 y 1975 fue profesor de urbanismo en la Academia de Bellas Artes de Amberes.